# Lennaert Nijgh
Lennaert Nijgh, né le 29 janvier 1945 à Haarlem où il est mort le 29 novembre 2002, est un écrivain, poète, parolier et réalisateur néerlandais.

## Filmographie
- 1962 : Feestje Bouwen
- 1963 : De Aanslag
- 1964 : Illusie
- 1966 : Elsje in Wonderland
- 1966 : Vox Humama
- 1967 : Een Vreemde Vogel